# 高橋沙耶香
高橋 沙耶香（たかはし さやか、9月16日 - ）は、日本の女性声優。茨城県出身。PACage所属。

## 人物
特技は水泳。マラソン。
2025年3月24日、オフィスPACが法人解散するにあたり所属メンバーでPACageを設立し移籍した。

## 出演

### テレビアニメ
- 八犬伝—東方八犬異聞—（2013年、信者）
- ルパン三世 PART5（2018年）
- すばらしきこのせかい The Animation（2021年）
- 謎解きはディナーのあとで（2025年、受付[初出 1]）

### ゲーム
- ロードス島戦記オンライン（2013年、シルヴィア）
- 青春はじめました!（2013年）
- キングダム ハーツIII（2019年）

### 吹き替え

#### 映画
- 7月22日
- ワンス・アポン・ア・タイム・イン・ハリウッド（ケイティ）

#### ドラマ
- アイアン・フィスト
- NCIS: ニューオーリンズ
- クリミナル・マインド9 FBI行動分析課（テイラー）
- クリミナル・マインド10 FBI行動分析課（ミレーナ）
- ショート・サーキット（ニッキ・マル）
- フラーハウス（ミラー先生）
- THE BLACKLIST/ブラックリスト
- 弁護士ビリー・マクブライド
- ルナティックス 〜ぶっ飛んだ奴らの記録〜（パティカ）
- レジェンド・オブ・トゥモロー

#### アニメ
- ヴォルトロン

### ボイスオーバー
- ディズニー・アニマルキングダムの魔法（ケイトリン訓練士）

### 初出話一覧
1. ↑  第4話初出